# ライフ イズ ビューティフル
ライフ イズ ビューティフルはニッポン放送の毎週日曜日の早朝に放送されるラジオ番組。パーソナリティは増山さやかアナウンサー。第2の人生を前向きに生きる人を応援する。人気コーナー「声のラジオ体操」は、毎週ボイストレーナーの亀渕友香が、誰でもできる簡単な発声法を紹介。
2004年3月28日をもって番組は終了したが、「声のラジオ体操」は翌週4月4日より6:05～6:15の独立番組として放送している。

## 放送時間
- 毎週日曜日　5:25～6:10（4～10月は5:35～6:10）